# The KillerHertz
The KillerHertz er et dansk rockband, som blev stiftet i starten 2011 i Kastrup på Amager af barndomsvennerne Thomas Trold (vokal/guitar) og Kent KillerHertz (trommer).

## Karriere
Bandet blev stiftet i Kastrup i foråret 2011.
I 2014 udgav bandet deres første studiealbum kaldet  A killer anthem, som blev optaget i Earplug Studio og senere mixet og masteret af producer Flemming Rasmussen, som er kendt for sit arbejde med blandt andet Metallica. Albummet blev tildelt tre stjerner af GAFFAs anmelder og mente, at bandet "spiller godt sammen, skriver nogle solide riff og har god forståelse for den helt basale kunst at skrive sange", samtidig med at guitararbejdet blev fremhævet. Til gengæld blev det påpeget, at albummet minder uforholdsmæssigt meget om Megadeth, men at de "[...] dog ikke [kan, red.] matche forbilledernes klasse".
I 2017 udgav The KillerHertz deres andet album A mirror’s portrait, igen optaget i Earplug Studio og igen mixet og masteret af Flemming Rasmussen. 
I slutningen af maj 2020 udgav bandet albummet Innocent Sinners på NoizGate Records.

## Medlemmer
- Thomas Trold - Forsanger, rytmeguitar ( 2011–nu )
- Kent KillerHertz - Trommer, percussion ( 2011–nu )
- Jonas Roxx - Lead guitar ( 2019–nu )
- Jakob Nielsen - bas (2020-nu)

### Tidligere medlemmer
- Tais Pedersen - Lead guitars (2011-14)
- Stefan "Staff" Sørensen - Bas (2012-2014)(2018-2020)
- Rune Gregersen - Bas (2014-2015)
- Phong Le Duc - Lead guitar (2014-2019)

## Diskografi
- A killer anthem (2014)
- A mirror's portrait (2017)
- Innocent Sinners (2020)